# Hans Steinhart

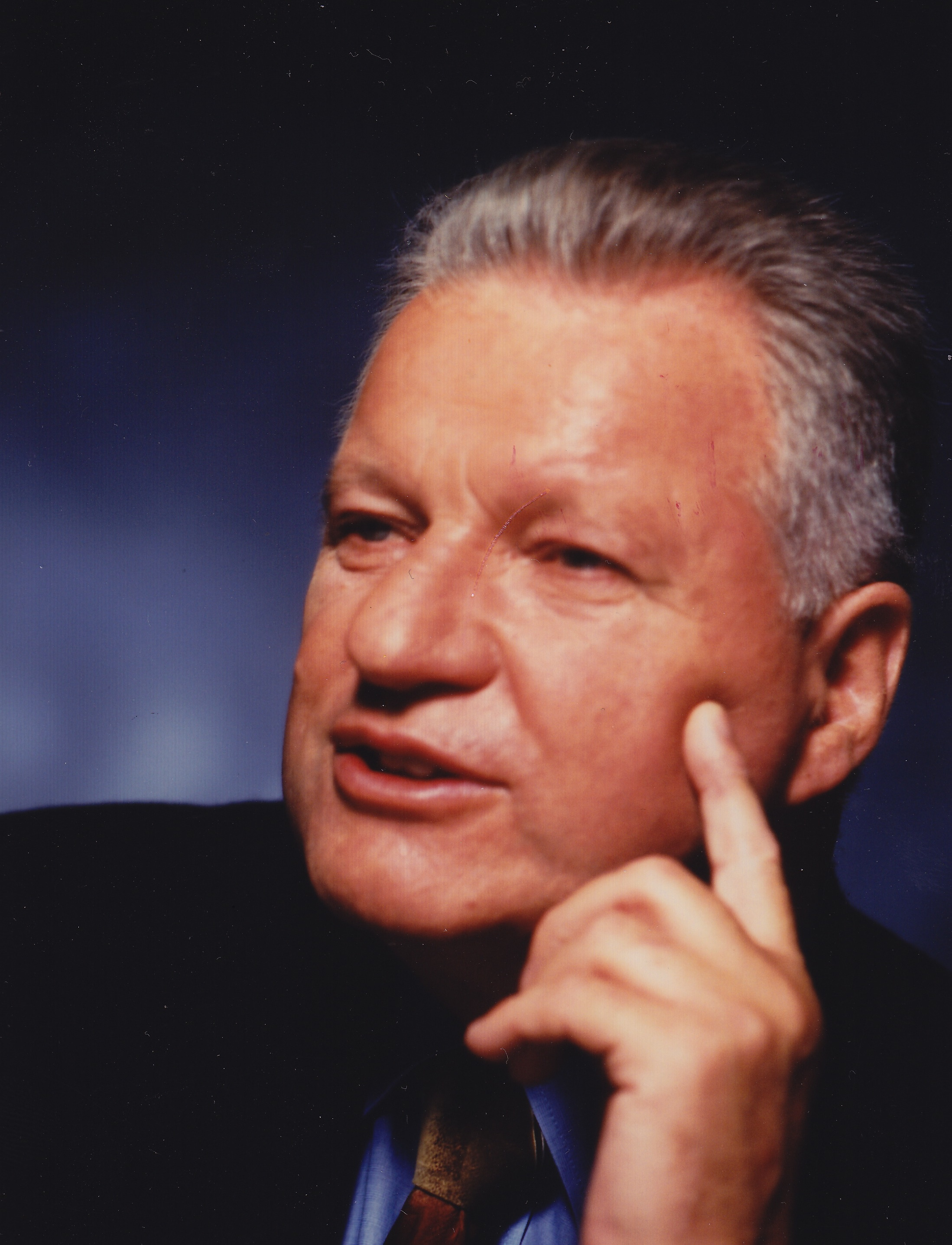
Hans Steinhart (2009)

Hans Steinhart (* 14. März 1940 in München) ist ein deutscher Agrarwissenschaftler, Biochemiker und Emeritus am Institut für Lebensmittelchemie der Universität Hamburg.

## Werdegang
Hans Steinhart studierte zunächst Agrarwissenschaften an der TU München und schloss das Studium 1964 mit dem Diplom ab. Anschließend studierte er Biochemie an der ETH Zürich und erwarb auch hier 1968 das Diplom. 1972 wurde Steinhart an der TU München zum Doktor der Naturwissenschaften promoviert. Sein Doktorvater war Manfred Kirchgeßner. In den darauf folgenden Jahren war er Professor an der Gesamthochschule/Universität Kassel. 1977 habilitierte er zum Dr. agr. habil. wieder an der TU München, wo er anschließend Akademischer Direktor und schließlich außerordentlicher Professor war. Von 1983 bis zu seiner Emeritierung 2006 wirkte er als Professor an der Universität Hamburg und war im gleichen Zeitraum der geschäftsführende Direktor des Instituts für Biochemie und Lebensmittelchemie. Er war Visiting Professor der Kobe Gakuin University in Japan, der Städtischen Universität Osaka ebenfalls in Japan und der Zhejiang-Universität in Hangzhou China. Von 2007 bis 2010 war er Vizepräsident der neu gegründeten technischen Universität Korean German Institute of Technology (KGIT) in Seoul/Korea. Zudem ist er Handelschemiker bei der HK Hamburg. Er gründete das privatwirtschaftliche Institut für Qualitätssicherung im Lebensmitteleinzelhandel (IQS) zunächst für die Untersuchung der Eigenmarken der Supermarktkette Spar. Für Block House entwickelte er einen patentierten Hormontest für Ochsenfleisch. Mit Eintritt in den Ruhestand wurde das Unternehmen an Eurofins Scientific veräußert.

## Forschungsschwerpunkte
Steinhart forschte mit Schwerpunkt auf der quantitativen Struktur-Wirkungs-Beziehungen und der Analytik von Lebensmittelinhaltsstoffen wie Fettsäuren, sekundären Pflanzenstoffen und Melanoidine.  Weiterhin befasste er sich mit der Charakterisierung von Aromen, ihren Wechselwirkungen mit anderen Zutaten und Inhaltsstoffen und deren Manipulation sowie mit Steroidhormone in Lebensmitteln, deren Analytik und Gehalt.

## Mitgliedschaften
Hans Steinhart ist Mitglied in den folgenden wissenschaftlichen Fachgesellschaften: Gesellschaft Deutscher Chemiker (GDCh), Lebensmittelchemische Gesellschaft, International Society of Tryptophan Research (ISTRY), Gesellschaft für Ernährungsphysiologie, Deutsche Gesellschaft für Fettforschung, Deutsche Gesellschaft für Biologische Chemie und der New York Academy of Science.
Über die Jahre 1993 bis 1998 bekleidete er das Amt des Vorsitzenden der Lebensmittelchemischen Gesellschaft, einer Untergruppe der Gesellschaft Deutscher Chemiker (GDCh). Zwischen 1994 und 1997 war er Mitglied des Vorstands der GDCh. 1998 – 2006 war er Präsident der ISTRY, er ist National Delegate der „Food Chemistry Division“ der „Federation of European Chemical Societies FECS“ und der „International Union of Food Science and Technology (IUFoST)“.

## Kooperationen
Hans Steinhart kooperierte mit dem Hamburger Unternehmen Lucas Meyer–The Lecithin People auf den Gebieten Fette, Kaffee, Vitamine, Komponenten von Hautcremes, Lecithine, dem Pharmakonzern Hoffmann-La Roche, Hermsen sowie den in Hamburg ansässigen Firmen Beiersdorf, Tchibo, Unilever. Zudem erhielt sein Institut Förderungen von bisher fünf Projekten durch den Forschungskreis der Ernährungsindustrie (FEI), Graduiertenkolleg „Biotechnologie“ und dem SFB 188 „Reinigung kontaminierter Böden“ (Bodensanierung).

## Preise und Auszeichnungen
1998 erhielt Hans Steinhart die „Musajo Memorial Medal“ der International Study Group for Tryptophan Research. 1999 folgte die Medaille der Universität Helsinki, Finnland. 2000 dann die Normann-Medaille der DGF. Zwei Jahre später im Jahr 2002 wurde ihm das Bundesverdienstkreuz 1. Klasse verliehen. 2001 folgte der Henneberg-Lehmann-Preis, 2005 folgte die Joseph-König-Gedenkmünze der GDCh, benannt nach dem Begründer der Lebensmittelchemie in Deutschland. Noch im gleichen Jahr folgte die Hans-Dieter-Belitz-Medaille des FEI. 2006 erfolgte die Hans-Jürgen-Sinell Medaille der Heinrich-Stockmeyer-Stiftung. Des Weiteren ist er „Fellow of the International Academy of Food Science and Technology“. Für sein Bestreben die Völkerverständigung zwischen Deutschland und Südkorea sowie die Lebensmittelsicherheit im asiatischen Raum zu verbessern, wurde er von Mungi Sohn mit einem Kristallpokal geehrt.

## Publikationen
Hans Steinhart ist auch als Emeritus weiterhin in der Forschung aktiv. Die Publikationsliste umfasst über 730 Titel. Sein Hirsch-Index (h-Index) ist laut Institute for Scientific Information mit 33 bemerkenswert hoch.